# Jesús Puras
Jesús Puras Vidal de la Peña (Santander, 16 maart 1963) is een Spaans voormalig rallyrijder. Hij won het Spaans rallykampioenschap tussen 1990 en 2002 acht keer. Ook is hij met regelmaat actief geweest in het wereldkampioenschap rally, waarin hij voornamelijk bekendstond als een specialist op asfalt. In 1994 greep hij naar de titel in het Production World Rally Championship, maar zijn grootste succes in het WK kwam er met het winnen van de rally van Corsica in 2001 voor het fabrieksteam van Citroën.

## Carrière
Jesús Puras debuteerde in 1982 in de rallysport. Groot succes kwam er toen hij in 1990 het Spaans rallykampioenschap won met een Lancia Delta Integrale; een resultaat dat hij met deze auto zou herhalen in 1992. Zijn debuut in het wereldkampioenschap rally vond plaats in het seizoen 1991, toen hij dat jaar een paar gastoptredens maakte voor het kwakkelende fabrieksteam van Mazda. Puras nam in het seizoen 1994 deel aan het Production World Rally Championship, die hij met een Groep N Ford Escort RS Cosworth won.

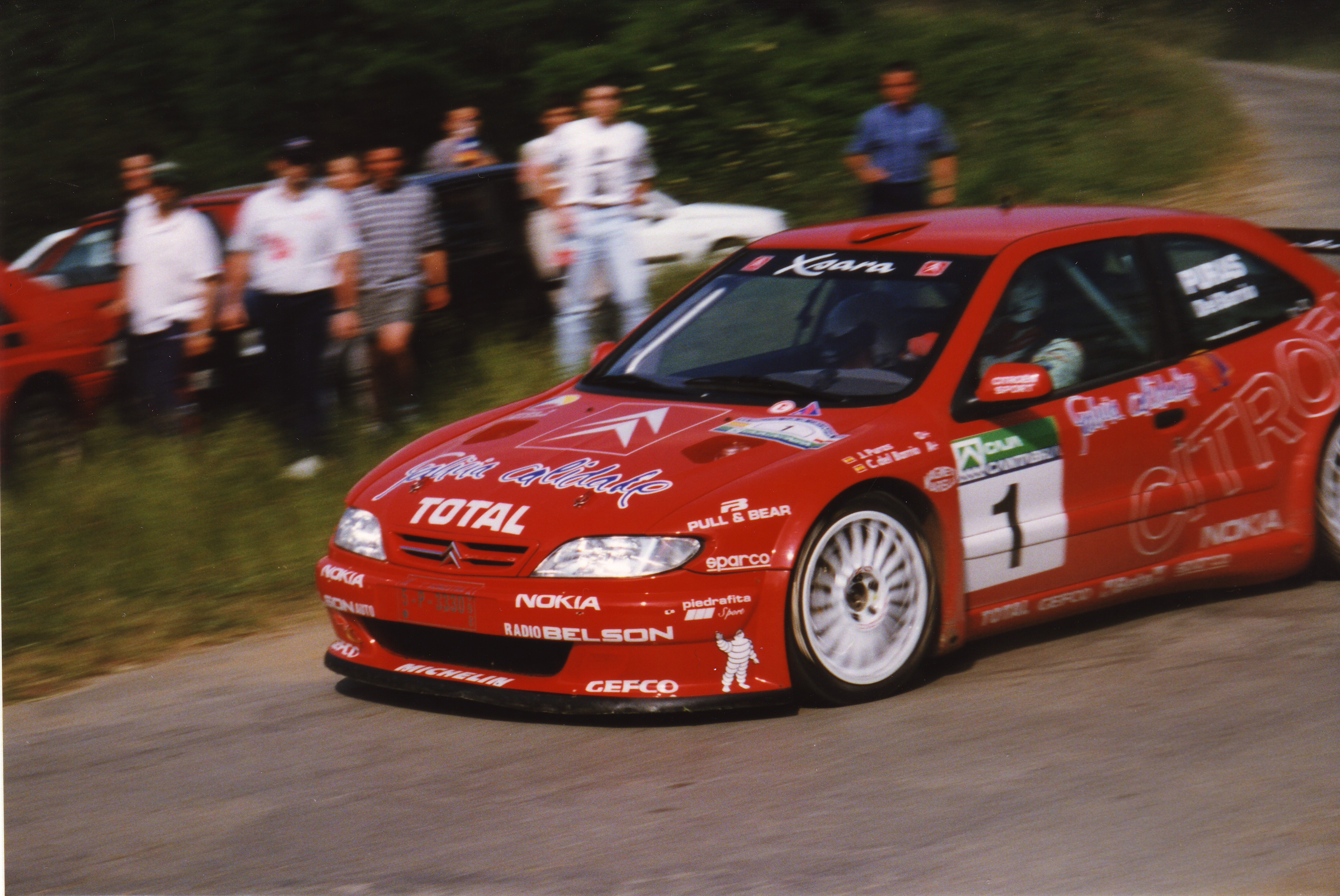
Puras actief met de Citroën Xsara Kit Car in het Spaans kampioenschap in 1998

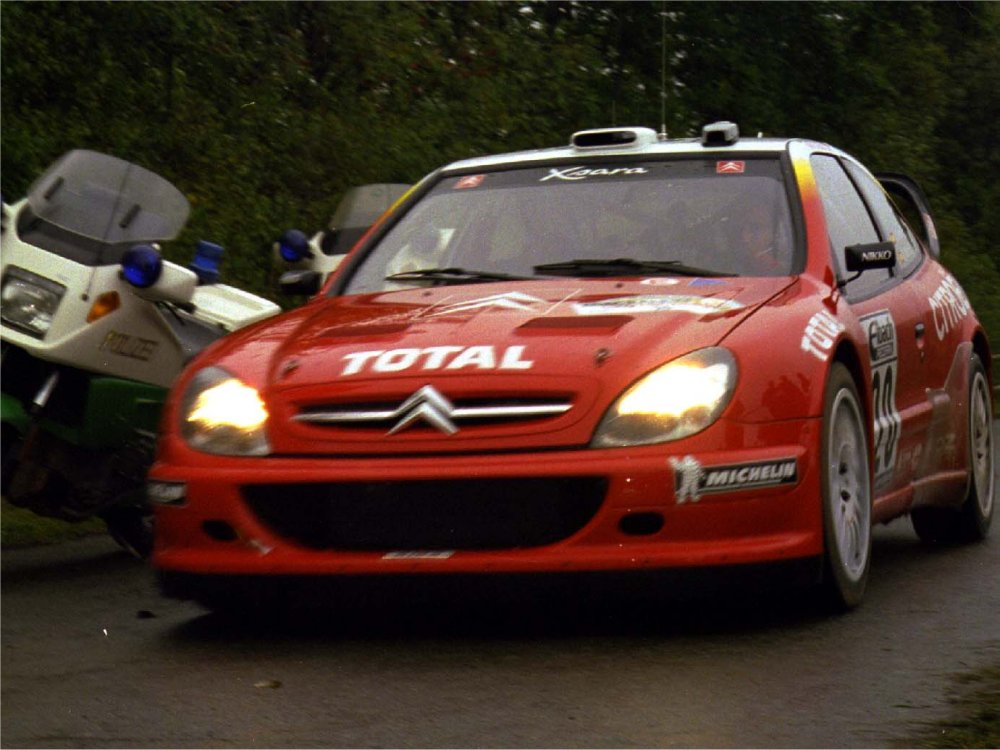
Puras met de Xsara WRC tijdens de Rally van Duitsland in 2002

Puras stapte vervolgens in bij Citroën, en schreef met een Citroën ZX Kit Car in 1995 en 1997 wederom de Spaanse rallytitel op zijn naam, terwijl hij in de tussentijd, in het seizoen 1996, ook actief was voor Seat in het wereldkampioenschap voor Formule 2 constructeurs. Hij hielp het Spaanse merk dat jaar mee aan de constructeurstitel die het in het kampioenschap behaalde. Verder in zijn rol bij Citroën, en nu met de nieuwe Xsara Kit Car in de gelederen, domineerde hij op de Spaanse rallypaden met drie opeenvolgende titels tussen 1998 en 2000. In het WK behaalde hij in het seizoen 1999 een tweede plaats tijdens de rally van Corsica, en was daarmee onderdeel van het grotere succes van teamgenoot Philippe Bugalski, die er met de zege aan de haal ging. Toen de Formule 2 klasse na dat jaar restricties kreeg opgelegd, maakte Citroën de stap naar het ontwikkelen van een vierwielaangedreven World Rally Car. Het WK-debuut van de auto vond plaats tijdens de rally van Catalonië in het seizoen 2001. De Xsara WRC lag in de handen van Puras enige tijd aan de leiding, totdat hij halverwege het evenement moest opgeven vanwege een technisch probleem. De potentie van de auto werd later dat seizoen alsnog met een resultaat bewezen, toen Puras in Corsica de Citroën Xsara WRC naar haar debuut overwinning dirigeerde, wat daarmee voor Puras tevens de eerste maar ook enige zege zou zijn in het WK. In het seizoen 2002 belandde hij mede door de opmars van Sébastien Loeb min of meer op een zijspoor. In de nog enkele WK-optredens die hij voor Citroën maakte, besloot hij zijn actieve carrière met een zesde plaats in San Remo datzelfde jaar.
Nadat hij in 2002 voor het laatst de nationale rallytitel op zijn naam schreef, heeft hij tot aan 2007 nog sporadisch deelgenomen aan rally's in het Spaans kampioenschap.

## Complete resultaten in het wereldkampioenschap rally

### Overwinningen
| Nr. | Seizoen | Rally                                  | Navigator  | Auto              |
| --- | ------- | -------------------------------------- | ---------- | ----------------- |
| 1   | 2001    | 45ème Tour de Corse - Rallye de France | Marc Martí | Citroën Xsara WRC |

### Overzicht van deelnames
| Seizoen | Inschrijving            | Auto                         | 1      | 2   | 3     | 4      | 5      | 6      | 7      | 8      | 9      | 10     | 11     | 12     | 13     | 14     | Pos. | Punten |
| ------- | ----------------------- | ---------------------------- | ------ | --- | ----- | ------ | ------ | ------ | ------ | ------ | ------ | ------ | ------ | ------ | ------ | ------ | ---- | ------ |
| 1991    | Mazda Rally Team Europe | Mazda 323 GTX                | MON NF | ZWE | POR 7 | KEN    | FRA    | GRI    | NZL    | ARG    | FIN    | AUS    | ITA    | IVK    |        |        | 40   | 4      |
| 1991    | Jesús Puras             | Lancia Delta Integrale 16V   |        |     |       |        |        |        |        |        |        |        |        |        | SPA NF | GBR    | 40   | 4      |
| 1992    | Mauro Rallye Team       | Lancia Delta Integrale 16V   | MON    | ZWE | POR   | KEN    | FRA    | GRI    | NZL    | ARG    | FIN    | AUS    | ITA    | SPA 6  | IVK    | GBR    | 39   | 6      |
| 1994    | Jesús Puras             | Ford Escort RS Cosworth      | MON 9  | ZWE | POR 8 | KEN    | FRA 12 | GRI    | ARG NF | NZL NF | FIN    | AUS    | ITA 17 | SPA    | GBR 15 |        | 30   | 5      |
| 1995    | Citroën Hispania        | Citroën ZX 16S               | MON    | ZWE | POR   | KEN    | FRA    | GRI    | NZL    | ARG    | FIN    | AUS    | ITA    | SPA NF | GBR    |        | -    | 0      |
| 1996    | Seat Sport              | Seat Ibiza GTI 16V           | MON NF | ZWE | POR 5 | KEN    | IDN    | FRA NF | GRI    | ARG NF | NZL NF | FIN    | AUS NF | ITA    | SPA 15 | GBR NF | -    | 0      |
| 1997    | Citroën Hispania        | Citroën ZX 16S               | MON    | ZWE | KEN   | POR    | SPA NF | FRA    | ARG    | GRI    | NZL    | FIN    | IDN    | ITA    | AUS    | GBR    | -    | 0      |
| 1998    | Automobiles Citroën     | Citroën Xsara Kit Car        | MON    | ZWE | KEN   | POR    | SPA NF | FRA    | ARG    | GRI    | NZL    | FIN    | ITA NF | AUS    | GBR    |        | -    | 0      |
| 1999    | Automobiles Citroën     | Citroën Saxo Kit Car         | MON NF | ZWE | KEN   | POR    |        |        |        |        |        |        |        |        |        |        | 10   | 6      |
| 1999    | Automobiles Citroën     | Citroën Xsara Kit Car        |        |     |       |        | SPA NF | FRA 2  | ARG    | GRI    | NZL    |        |        | ITA NF | AUS    |        | 10   | 6      |
| 1999    | Jesús Puras             | Subaru Impreza WRX           |        |     |       |        |        |        |        |        |        | FIN NF |        |        |        |        | 10   | 6      |
| 1999    | Jesús Puras             | Toyota Corolla WRC           |        |     |       |        |        |        |        |        |        |        | CHN NF |        |        | GBR 16 | 10   | 6      |
| 2000    | Jesús Puras             | Mitsubishi Carisma GT Evo VI | MON    | ZWE | KEN   | POR NF |        |        |        |        |        |        |        |        |        |        | -    | 0      |
| 2000    | Jesús Puras             | Mitsubishi Lancer Evo VI     |        |     |       |        |        |        |        |        | FIN NF | CYP    |        |        |        |        | -    | 0      |
| 2000    | Jesús Puras             | Citroën Saxo Kit Car         |        |     |       |        |        |        |        |        |        |        | FRA 28 | ITA 35 | AUS    | GBR    | -    | 0      |
| 2000    | Automobiles Citroën     | Citroën Xsara Kit Car        |        |     |       |        | SPA NF | ARG    | GRI    | NZL    |        |        |        |        |        |        | -    | 0      |
| 2001    | Jesús Puras             | Citroën Saxo Kit Car         | MON NF | ZWE | POR   |        |        |        |        |        |        |        |        |        |        |        | 11   | 10     |
| 2001    | Automobiles Citroën     | Citroën Xsara WRC            |        |     |       | SPA NF | ARG    | CYP    | GRI    | KEN    | FIN    | NZL    | ITA NF | FRA 1  | AUS    | GBR    | 11   | 10     |
| 2002    | Automobiles Citroën     | Citroën Xsara WRC            | MON    | ZWE | FRA   | SPA 12 | CYP    | ARG    | GRI    | KEN    | FIN    | DUI NF |        |        |        |        | 18   | 1      |
| 2002    | Piedrafita Sport        | Citroën Xsara WRC            |        |     |       |        |        |        |        |        |        |        | ITA 6  | NZL    | AUS    | GBR    | 18   | 1      |